# Helcon sinuatus
Helcon sinuatus är en stekelart som beskrevs av Vladimir Ivanovich Tobias 1967. Helcon sinuatus ingår i släktet Helcon och familjen bracksteklar. Inga underarter finns listade i Catalogue of Life.